# Список ролей та нагород Тома Голланда

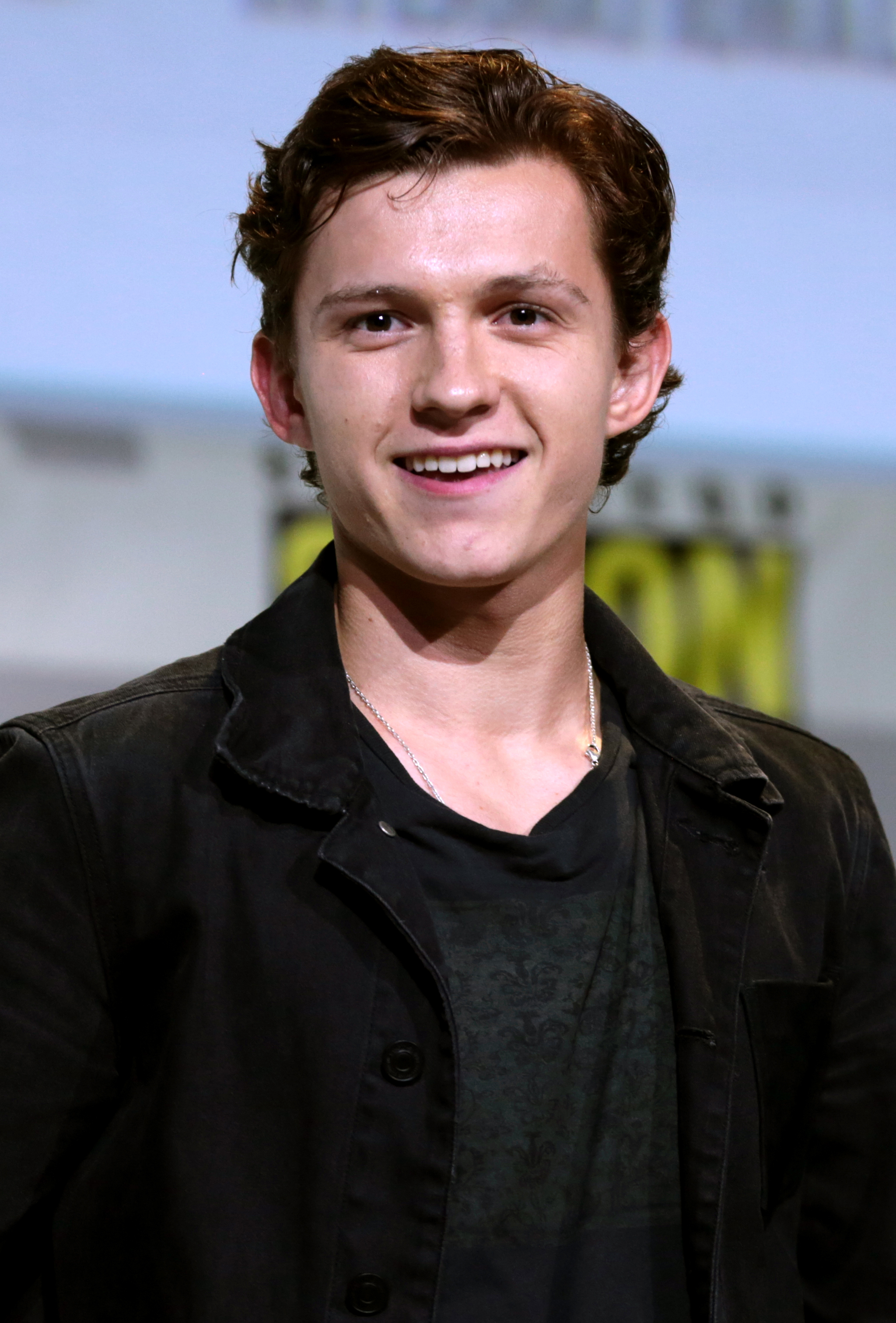
Голланд на Comic-Con у Сан-Дієго 2016 року

Том Голланд почав свою акторську діяльність з другорядної ролі в мюзиклі «Біллі Елліот», а в 2010 році вже отримав головну роль в тому ж мюзиклі. На великих еранах дебютував у фільмі «Неможливе» (2012). У 2016 році дебютував у кіновсесвіті Marvel, зігравши Людину-павука. У 2023 році зіграв головну роль в серіалі «Переповнена кімната» для Apple TV+.

## Фільмографія

### Фільми
| Рік  |    | Українська назва                   | Оригінальна назва             | Роль                          |
| ---- | -- | ---------------------------------- | ----------------------------- | ----------------------------- |
| 2010 | а  | Позичайка Аріетті                  | Arrietty                      | Шьо (англ. дубляж)            |
| 2012 | ф  | Неможливе                          | The Impossible                | Лукас Беннетт                 |
| 2013 | кф | Моменти                            | Moments                       | хлопець                       |
| 2013 | ф  | Лок                                | Locke                         | Едді (лише голос)             |
| 2013 | ф  | Як я тепер кохаю                   | How I Live Now                | Ісаак                         |
| 2015 | кф | Щебетання                          | Tweet                         | Том                           |
| 2015 | ф  | У серці моря                       | In the Heart of the Sea       | юний Томас Нікерсон           |
| 2016 | ф  | Перший месник: Протистояння        | Captain America: Civil War    | Пітер Паркер / Людина-павук   |
| 2016 | ф  | Віддалена місцевість               | Edge of Winter                | Бредлі                        |
| 2016 | ф  | Голос монстра                      | A Monster Calls               | Монстр (лише захоплення руху) |
| 2016 | ф  | Загублене місто Z                  | The Lost City of Z            | Джек Фосетт                   |
| 2017 | ф  | Паломництво                        | Pilgrimage                    | Брат Діармуід                 |
| 2017 | ф  | Людина-павук: Повернення додому    | Spider-Man: Homecoming        | Пітер Паркер / Людина-павук   |
| 2017 | ф  | Війна струмів                      | The Current War               | Семюел Інсулл                 |
| 2018 | ф  | Месники: Війна нескінченності      | Avengers: Infinity War        | Пітер Паркер / Людина-павук   |
| 2019 | ф  | Месники: Завершення                | Avengers: Endgame             | Пітер Паркер / Людина-павук   |
| 2019 | ф  | Людина-павук: Далеко від дому      | Spider-Man: Far From Home     | Пітер Паркер / Людина-павук   |
| 2019 | мф | Шпигуни під прикриттям             | Spies in Disguise             | Волтер Бекетт (озвучення)     |
| 2020 | ф  | Подорож доктора Дулітла            | The Voyage of Doctor Dolittle | пес Джип (озвучення)          |
| 2020 | мф | Уперед                             | Onward                        | Іен Лайтфут (озвучення)       |
| 2020 | ф  | Диявол завжди тут                  | The Devil All The Time        | Арвін Рассел                  |
| 2021 | ф  | Хода хаосу                         | Chaos Walking                 | Тодд Г'юїтт                   |
| 2021 | ф  | Загублене серце                    | Cherry                        | Черрі                         |
| 2021 | ф  | Людина-павук: Додому шляху нема    | Spider-Man: No Way Home       | Пітер Паркер / Людина-павук   |
| 2022 | ф  | Незвідане                          | Uncharted                     | Нейтан Дрейк                  |
| 2023 | кф | Останній дзвінок                   | Last Call                     | Чарлі                         |
| 2026 | ф  | Людина-павук: Абсолютно новий день | Spider-Man: Brand New Day     | Пітер Паркер / Людина-павук   |
| 2026 | ф  | Одіссея                            | The Odyssey                   | Телемах                       |
| 2026 | ф  | Месники: Судний день               | Avengers: Doomsday            | Пітер Паркер / Людина-павук   |
| 2027 | ф  | Месники: Таємні війни              | Avengers: Secret Wars         | Пітер Паркер / Людина-павук   |

### Серіали
| Рік  |   | Українська назва    | Оригінальна назва | Роль                                                   |
| ---- | - | ------------------- | ----------------- | ------------------------------------------------------ |
| 2015 | с | Вовчий зал          | Wolf Hall         | Грегорі Кромвель (6 епізодів)                          |
| 2017 | с | Ліпсінк Батл        | Lip Sync Battle   | у ролі самого себе (Епізод: "Tom Holland vs. Zendaya") |
| 2023 | с | Переповнена кімната | The Crowded Room  | Денні Салліван (10 епізодів)                           |

### Вебсеріали
| Рік  |   | Українська назва | Оригінальна назва | Роль               |
| ---- | - | ---------------- | ----------------- | ------------------ |
| 2021 | с | Hot Ones         | Hot Ones          | у ролі самого себе |
| 2021 | с | The Daily Bugle  | The Daily Bugle   | Пітер Паркер       |

### Театр
| Рік       | Назва             | Роль         | Місце проведення         | Посилання   |
| --------- | ----------------- | ------------ | ------------------------ | ----------- |
| 2008-2010 | Біллі Елліот      | Біллі Елліот | Театр «Вікторія Палас»   | [ 1 ] [ 2 ] |
| 2024      | Ромео і Джульєтта | Ромео        | Театр Герцога Йоркського | [ 3 ]       |

### Атракціони тематичного парку
| Рік  | Назва                                | Роль                        | Тематичний парк               | Посилання |
| ---- | ------------------------------------ | --------------------------- | ----------------------------- | --------- |
| 2021 | Web Slingers: A Spider-Man Adventure | Пітер Паркер / Людина-павук | Каліфорнійські пригоди Діснея | [ 4 ]     |
| 2022 | Web Slingers: A Spider-Man Adventure | Пітер Паркер / Людина-павук | Парк Walt Disney Studios      | [ 4 ]     |

### Відеоігри
| Рік  | Назва                                               | Роль                                  | Примітка                    | Посилання |
| ---- | --------------------------------------------------- | ------------------------------------- | --------------------------- | --------- |
| 2019 | Людина-павук: Далеко від дому віртуальна реальність | Пітер Паркер / Людина-павук (озвучка) | Ігри віртуальної реальності | [ 5 ]     |
| 2021 | Fortnite Battle Royale                              | Пітер Паркер / Людина-павук (озвучка) | Трейлер Winterfest 2021     | [ 6 ]     |

## Нагороди та номінації
| Нагорода                                                  | Рік  | Категорія                                                                  | Робота                                              | Результат | Прим.  |
| --------------------------------------------------------- | ---- | -------------------------------------------------------------------------- | --------------------------------------------------- | --------- | ------ |
| Премія «Енні»                                             | 2021 | Озвучка в повнометражній стрічці                                           | Уперед                                              | Номінація | [ 7 ]  |
| Премія БАФТА                                              | 2017 | Висхідна зірка                                                             | Н/Д                                                 | Перемога  | [ 8 ]  |
| CEC Awards                                                | 2013 | Найкращий новий актор                                                      | Неможливе                                           | Номінація | [ 9 ]  |
| Асоціація кінокритиків Чикаго                             | 2012 | Найбільш багатообіцяючий актор                                             | Неможливе                                           | Номінація | [ 10 ] |
| Кінопремія «Вибір критиків»                               | 2013 | Найкращий молодий актор                                                    | Неможливе                                           | Номінація | [ 11 ] |
| Critics' Choice Super Awards                              | 2021 | Найкращий актор озвучування в анімаційному фільмі                          | Уперед                                              | Номінація | [ 12 ] |
| Critics' Choice Super Awards                              | 2022 | Найкращий актор у фільмі про супергероя                                    | Людина-павук: Додому шляху нема                     | Номінація | [ 13 ] |
| Вибір телевізійних критиків                               | 2024 | Найкращий актор у лімітованому серіалі або фільмі, знятому для телебачення | Переповнена кімната                                 | Номінація | [ 14 ] |
| Імперія                                                   | 2013 | Найкращий дебют                                                            | Неможливе                                           | Перемога  | [ 15 ] |
| Імперія                                                   | 2017 | Найкращий дебют                                                            | Перший месник: Протистояння                         | Номінація | [ 16 ] |
| Гоя                                                       | 2013 | Найкращий новий актор                                                      | Неможливе                                           | Номінація | [ 17 ] |
| Кінопремія Голлівуду                                      | 2012 | Нагорода «В центрі уваги»                                                  | Неможливе                                           | Перемога  | [ 18 ] |
| Премія «Юпітер»                                           | 2020 | Найкращий міжнародний актор                                                | Людина-павук: Далеко від дому                       | Перемога  | [ 19 ] |
| Премія Лондонського гуртка кінокритиків                   | 2013 | Молодий британський актор року                                             | Неможливе                                           | Перемога  | [ 20 ] |
| Премія Лондонського гуртка кінокритиків                   | 2018 | Молодий британський/ірландський виконавець року                            | Людина-павук: Повернення додому                     | Номінація | [ 21 ] |
| MTV Millennial Awards                                     | 2022 | Пара-полум'я (разом з Зендеєю)                                             | Н/Д                                                 | Номінація | [ 22 ] |
| MTV Movie & TV Awards                                     | 2022 | Найкраща роль у фільмі                                                     | Людина-павук: Додому шляху нема                     | Перемога  | [ 23 ] |
| MTV Movie & TV Awards                                     | 2022 | Найкращий герой                                                            | Людина-павук: Додому шляху нема                     | Номінація | [ 23 ] |
| MTV Movie & TV Awards                                     | 2022 | Найкращий поцілунок (спільний із Зендаєю)                                  | Людина-павук: Додому шляху нема                     | Номінація | [ 23 ] |
| MTV Movie & TV Awards                                     | 2022 | Найкраща команда (спільно з Ендрю Гарфілдом і Тобі Магуайром)              | Людина-павук: Додому шляху нема                     | Номінація | [ 23 ] |
| Національна рада кінокритиків США                         | 2013 | Прорив — Актор                                                             | Неможливе                                           | Перемога  | [ 24 ] |
| Національна кінопремія Великобританії                     | 2017 | Найкращий новачок                                                          | Н/Д                                                 | Номінація | [ 25 ] |
| Kids' Choice Awards                                       | 2020 | Улюблений кіноактор                                                        | Людина-павук: Далеко від дому                       | Номінація | [ 26 ] |
| Kids' Choice Awards                                       | 2020 | Улюблений супергерой                                                       | Месники: Завершення / Людина-павук: Далеко від дому | Перемога  | [ 26 ] |
| Kids' Choice Awards                                       | 2022 | Улюблений кіноактор                                                        | Людина-павук: Додому шляху нема                     | Перемога  | [ 27 ] |
| Вибір народу                                              | 2019 | Чоловік кінозірка 2019 року                                                | Людина-павук: Далеко від дому                       | Номінація | [ 28 ] |
| Вибір народу                                              | 2019 | Зірка бойовиків 2019 року                                                  | Людина-павук: Далеко від дому                       | Перемога  | [ 28 ] |
| Сатурн                                                    | 2013 | Найкращий молодий актор або акторка                                        | Неможливе                                           | Номінація | [ 29 ] |
| Сатурн                                                    | 2017 | Найкращий молодий актор або акторка                                        | Перший месник: Протистояння                         | Перемога  | [ 30 ] |
| Сатурн                                                    | 2018 | Найкращий молодий актор або акторка                                        | Людина-павук: Повернення додому                     | Перемога  | [ 31 ] |
| Сатурн                                                    | 2019 | Найкращий молодий актор або акторка                                        | Людина-павук: Далеко від дому                       | Перемога  | [ 32 ] |
| Сатурн                                                    | 2022 | Найкраща чоловіча роль                                                     | Людина-павук: Додому шляху нема                     | Номінація | [ 33 ] |
| Teen Choice Awards                                        | 2016 | Найкращий фільм: Викрадач сцен                                             | Перший месник: Протистояння                         | Номінація | [ 34 ] |
| Teen Choice Awards                                        | 2017 | Choice Breakout: Кінозірка                                                 | Людина-павук: Повернення додому                     | Номінація | [ 35 ] |
| Teen Choice Awards                                        | 2017 | Choice Summer: Актор                                                       | Людина-павук: Повернення додому                     | Перемога  | [ 35 ] |
| Teen Choice Awards                                        | 2018 | Найкращий актор бойовика                                                   | Avengers: Infinity War                              | Номінація | [ 36 ] |
| Teen Choice Awards                                        | 2019 | Найкращий молодий актор                                                    | Людина-павук: Далеко від дому                       | Перемога  | [ 37 ] |
| Районна асоціація кінокритиків Вашингтона, округ Колумбія | 2012 | Найкраща молодіжний виступ                                                 | Неможливе                                           | Номінація | [ 38 ] |
| Районна асоціація кінокритиків Вашингтона, округ Колумбія | 2021 | Найкраще озвучування                                                       | Уперед                                              | Номінація | [ 39 ] |
| Молодий актор                                             | 2013 | Найкращий молодий актор                                                    | Неможливе                                           | Перемога  | [ 40 ] |
| Молодий актор                                             | 2016 | Найкращий молодий актор другого плану (14—21)                              | У серці моря                                        | Номінація | [ 41 ] |